# Kràsnie Barrikadi
Kràsnie Barrikadi (en rus: Красные Баррикады) és un poble (un possiólok) de l'óblast d'Astracan, a Rússia, segons el cens del 2021 tenia 6.377 habitants.